# A peso d'oro (film 1989)
A peso d'oro è un film di Géza Bereményi del 1989.

## Riconoscimenti
- European Film Awards 1989: miglior regista